# Anthony Jenkinson

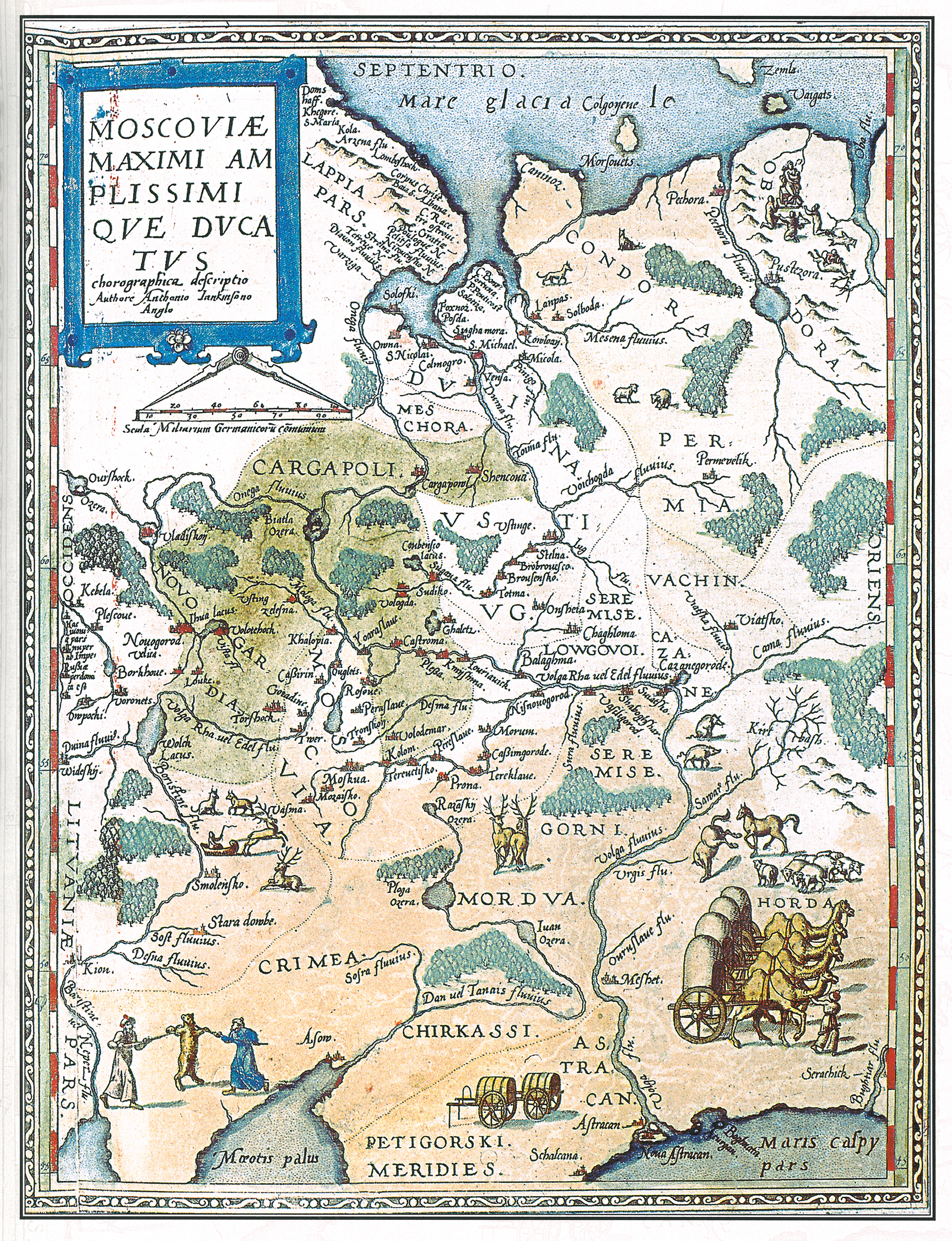
Mapa Ruského carství vypracovaná Anthony Jenkinsonem a Gerardem de Jode (1593)

Anthony Jenkinson (1529 Market Harborough, Leicestershire – 1610/1611) byl anglický obchodník a diplomat, jeden z prvních Angličanů, který objevil Rusko pro Západní svět. Byl prvním Angličanem, který přeplul Kaspické moře.

## Rodinný život
Jenkinsonův otec, William Jenkinson, byl bohatý obchodník s velkým vlivem a majetkem. Anthony Jenkinson byl odmalička veden pro obchodní kariéru. Roku 1546 ukončil studia v Oxfordu a hned vyrazil na první obchodní cesty, kdy procestoval Středomoří a navštívil Damašek a Jeruzalém. Do roku 1568 se Jenkinson stal klíčovým pracovníkem Moskevské společnosti. 26. ledna 1568 se oženil s Judith Marsh, dcerou Johna Marshe, jednoho ze zakladatelů Moskevské společnosti. Jenkinson z přízně svého tchána dovedl finančně těžit. Jenkinson měl se svou ženou šest dcer a pět synů, dospělosti se ale dožily jen čtyři dcery a jeden syn. Existují spekulace, že měl také nemanželskou dceru Anne Beck, která byla jednu dobu snoubenkou Williama Shakespeara. Toto tvrzení je obecně ale vnímáno jako pouhá spekulace, kterou vymyslel William Rosse. Od roku 1606 žil Jenkinson v panském sídle v Ashtonu . Jeho žena zemřela před ním na těžký případ obrny. Neví se, kdy přesně Jenkinson zemřel, ale pohřben byl 16. února 1611 v kostele Nejsvětější Trojice v Teigh v Rutlandu .

## Expedice do Ruského carství

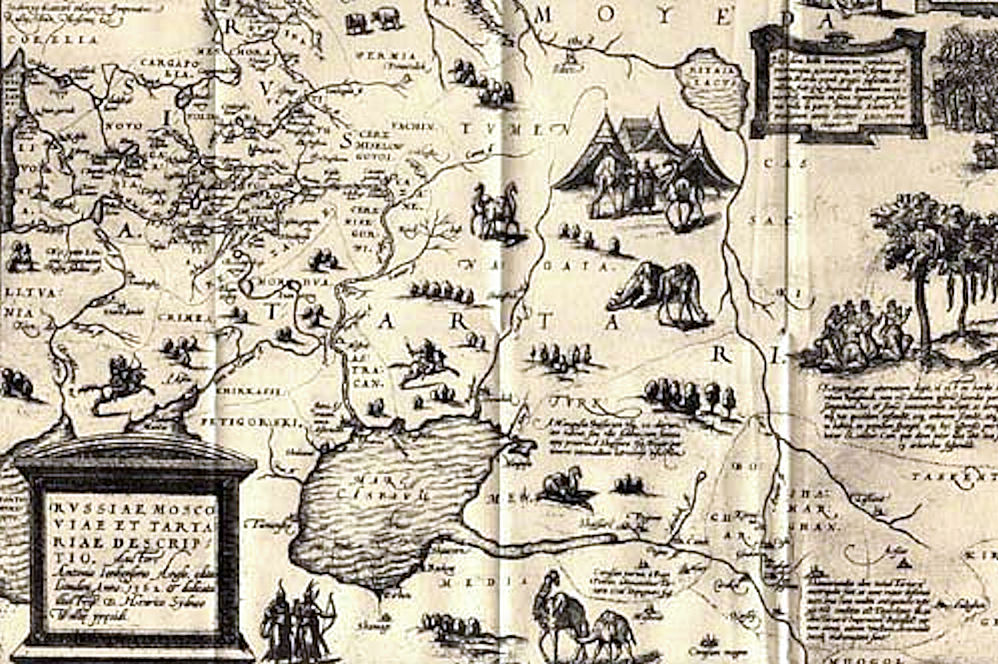
Jedna z Jenkinsonových map Ruska (1562), zobrazující oblasti obklopující Kaspické moře.

Ve jménu Moskevské společnosti Jenkinson několikrát cestoval do Ruského carství. Po smrti Richarda Chancellora byl jmenován hlavním obchodníkem Společnosti, roku 1556 byl jmenován anglickým vyslancem v Rusku.

### První expedice, 1558-1560
Poprvé byl Jenkinson v Rusku roku 1558. Svou cestu s výraznou podporou cara Ivana IV. Hrozného zahájil v Cholmogory a pokračoval dolů po Oce a Volze. Procestoval Kazaňský chanát (dobytý Ruskem roku 1552) a dorazil do Astrachaně, která byla k Rusku připojena roku 1556. Pak pokračoval na jihovýchod přes Kaspické moře a Mangyšlak do Seračiku, kde se připojili k obchodní karavaně a několik měsíců cestovali po území Nogajské hordy. Poté, co několikrát bojovali s bandity v poušti, dorazili až do Buchary, a zjistili že odsud je známá cesta do Číny a do Indie. Zjistili značný úpadek obchodu v této oblasti a rozhodli se vrátit zpět do Moskvy. Po mnoha dalších útrapách, včetně nutnosti kompletně předělat loď, kterou nechali na pobřeží Kaspického moře (vyrobit si nové plachty, lana apod.), dorazili na podzim 1559 do Moskvy. Pro silnou zimu ale nemohli pokračovat dále do Cholmogory a museli počkat až na jaře roztaje sníh a budou moci pokračovat k Bílému moři a pak zpět do Anglie. Během této cesty vytvořil Jenkinson nové mapy některých ruských a tatarských zemí, ale zmýlil se v tom, že Aralské moře považoval jen za záliv Kaspického moře. Jeho mapa byla začleněna do Orteliusova atlasu Theatrum orbis terrarum.

### Druhá expedice, 1561-1564
Po návratu z první expedice se Jenkinson okamžitě začal připravovat na další expedici, chtěl skrze Rusko pokračovat až do Persie. Do Moskvy dorazil v srpnu 1561, chtěl vyjednat nové obchodní dohody pro Moskevskou společnost, ale car Ivan IV. Hrozný se s ním odmítal sejít a nechal ho čekat až do března 1562. Po audienci u cara vyrazil Jenkinson dále na cesty napříč Ruskem, dolů po Kaspickém moři a do Persie, kde se dostal ke dvoru šáha Tahmáspa I., který ho nejprve srdečně přijal, ale když zjistil, že Jenkinson je křesťan, neměl příliš zájmy uzavřít s Moskevskou společností výhodné obchodní dohody, jak měli Angličané v Rusku. Jenkinsonovo načasování bylo v tomto bodě nešťastné: šáh právě podepsal smlouvu o přátelství s Osmanskou říší, která považovala téměř všechny Evropany za nepřátele. Šáh dokonce zvažoval, že pošle Jenkinsonovu hlavu jako dárek tureckému sultánovi, ale na žádost svého syna, který ho varoval, že takové zacházení s cizími obchodníky a diplomaty odradí ostatní od obchodu, nechal Jenkinsona žít. Jenkinson také zjistil, že širšímu proniknutí do obchodu v Indickému oceánu brání také portugalská základna v Hormuzu. Také v oblasti byla silná benátská konkurence, která obchodovala kratší cestou přes Středomoří a Sýrii. Rozhodl se proto vrátit zpět do Moskvy. Během této druhé expedice udělal velký dojem na cara Ivana IV., který Moskevské společnosti udělil další výsadní práva. Na svých cestách do Střední Asie a Persie těžil z carových pověřovacích dopisů a také jeho jménem kupoval a prodával různé obchodní komodity. V červenci 1564 se Jenkinson vrátil do Londýna.

### Třetí expedice, 1566-1567
Potřetí se vydal do Ruska roku 1566, aby urovnal některé obchodní neshody vyplývající z poslední uzavřené smlouvy v roce 1564. Po cestě do Moskvy byl Jenkinson překvapen známkami krutosti cara Ivana IV. vůči vlastním obyvatelům. Car měl zájem o další obchodní dohody, ale požadoval za to vojenskou pomoc od Anglie proti svým sousedům. Jenkinson se vrátil do Londýna zařídil, aby do Moskvy byli odesláni váleční odborníci a vojenští poradci, aby pomohli carovi v Livonské válce.

### Čtvrtá expedice, 1571-1572

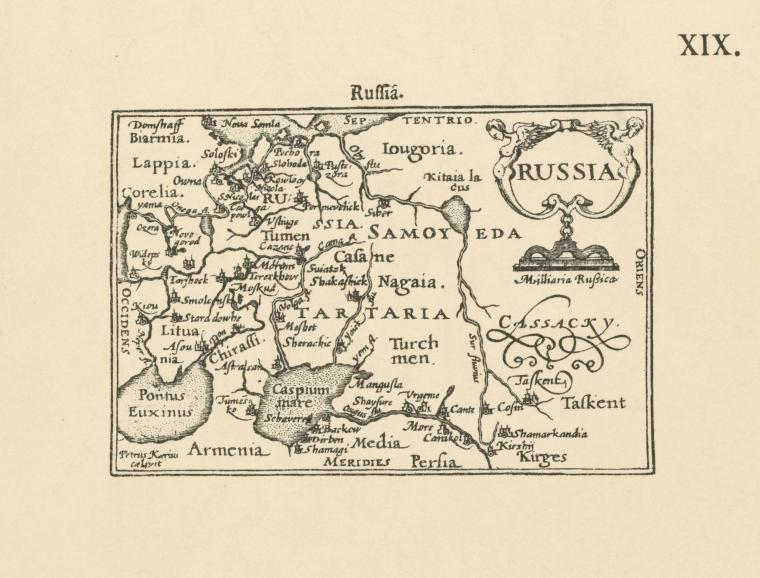
Jenkinsonova mapa, publikovaná v Amsterdamu v roce 1598

V červenci 1571 byl Jenkinson poslán do Ruska na svou čtvrtou a poslední cestu. Roku 1568 zrušil Ivan IV. většinu obchodních výsad, které udělil roku 1566 Moskevské společnosti. Královna Alžběta I. vyslala Jenkinsona, aby obnovil obchodní dohodu a urovnal vztahy s carem, který se proměnil v despotu. Jenkinson kvůli moru uvízl na šest měsíců v Cholmogory a až v květnu 1572 se dostal do Moskvy. Během své cesty popsal devastaci Ruské země jak ze strany cara tak ze strany nájezdů Krymských Tatarů. 23. července 1572 byly obnoveny všechny předchozí obchodní privilegia mezi Společností a Ruskem. V tu dobu se carovi nedařilo v Livonské válce, požádal proto Jenkinsona, aby se vrátil do Londýna a domluvil jeho jménem svatbu s anglickou královnou Alžbětou I. Car předpokládal, že sňatek s anglickou panovnicí mu pomůže vojensky a v případě vojenské porážky mu zajistí azyl v Anglii.
Sňatek se nepodařilo vyjednat a Jenkinson se již do Ruska nevrátil.

## Život po Rusku
Od poslední cesty z Ruska se Jenkinson rozhodl usadit v Anglii a již nikam necestovat. Roku 1576 byl zaměstnán ve výboru, který připravoval pátrání po Severní mořské trase, studoval mapy Karského moře a vypracovával doporučení pro Moskevskou společnost kudy poslat další anglické objevitele, aby pronikli ledovými poli za Novou Zemí. V roce 1577 byl jmenován velvyslancem v Dánsku. Roku 1610 odešel definitivně do důchodu a stáhl se z veřejného života.